# Peach-Pit
Peach-Pit (ピーチ・ピット Pīchi Pitto) là một bộ đôi Mangaka nữ nổi tiếng ở Nhật Bản. Tên nhóm của họ bắt nguồn từ quán ăn Peach-Pit trong chương trình truyền hình Beverly Hills 90210 . Những manga của nhóm này thường được chuyển thể thành anime.

## Tiểu sử
Banri Sendo và Shibuko Ebara đều đến từ tỉnh Chiba, Tokyo và quen nhau từ khi còn học tiểu học.Trước khi thành lập nhóm Peach-Pit họ vẽ doujinshi , họ thành lập nhóm mangaka Peach-Pit  vào cuối năm 1996.

## Thành viên

### Banri Sendo
- Sinh: ngày 7 tháng 6
- Nhóm máu: B
- Chiều cao: 157 cm
- Phụ trách vẽ nhân vật chính của " ZOMBIE-LOAN ", vẽ một phần của " Rozen Maiden " và " Shugo Chara! ",

### Shibuko Ebara
- Sinh: ngày 21 tháng 6
- Nhóm máu: A
- Chiều cao: 150 cm
- Phụ trách vẽ các nhân vật chính của "Rozen Maiden". Vẽ một số nhân vật của "ZOMBIE-LOAN" và "Shugo Chara!"

## Giải thưởng
Vào năm 2008, họ đã nhận được Giải Manga Kodansha lần thứ 32 dành cho bộ truyện tranh "Shugo chara!".

## Tác phẩm
Manga
- Prism Palette (プリズムパレット Purizumuparetto?) (2001)
- DearS (ディアーズ Diāzu?) (2002–2005)
- Rozen Maiden (ローゼンメイデン Rōzen Meiden?) (2002–2007, 2008–nay)
- Zombie-Loan (ゾンビローン Zonbi Rōn?) (2003–2011)
- Shugo Chara! (しゅごキャラ! Shugo Kyara!?) (2006–2010)
- Illustlation (2008–2009)
- Ōkami Kakushi (おおかみかくし?) (2009)
- Shugo Chara! Encore! (しゅごキャラ!アンコール Shugo Kyara! Ankōru?) (2010)
- Kugiko-San (クギ子ちゃん Kugiko-San?) (2011)
- Kingyozaka Noboru (金魚坂上ル Kingyozaka Noboru?) (2012)